# Quận Hill, Montana
Quận Hill là một quận thuộc tiểu bang Montana, Hoa Kỳ.
Quận này được đặt tên theo. Theo điều tra dân số của Cục điều tra dân số Hoa Kỳ năm 2000, quận có dân số 16.673 người. Quận lỵ đóng ở Havre6.

## Địa lý
Theo Cục điều tra dân số Hoa Kỳ, quận có diện tích km2, trong đó có km2 là diện tích mặt nước.

## Thông tin nhân khẩu
Theo điều tra dân số 2 năm 2000, quận này đã có dân số 16.673 người, 6.457 hộ gia đình, và 4.255 gia đình sống trong quận hạt. Mật độ dân số là 6 người trên một dặm vuông (2/km ²). Có 7.453 đơn vị nhà ở mật độ trung bình của 3 trên một dặm vuông (1/km ²). T
ông chủng tộc trang điểm của quận là 79,55% người da trắng, 0,09% da đen hay Mỹ gốc Phi, 17,30% người Mỹ bản xứ, 0,37% châu Á, Thái Bình Dương 0,02%, 0,35% từ các chủng tộc khác, và 2,32% từ hai hoặc nhiều chủng tộc. 1,25% dân số là người Hispanic hay Latino thuộc một chủng tộc nào. 21,1% là người gốc Đức, Na Uy 13,5%, Ailen 8,7%, 6,7% và 6,2% người Mỹ gốc tiếng Anh theo điều tra dân số năm 2000. 93,9% nói tiếng Anh, 3,3% và 2,0% Cree tiếng Đức là ngôn ngữ đầu tiên của họ.
Có 6.457 hộ, trong đó 34,30% có trẻ em dưới 18 tuổi sống chung với họ, 50,50% là đôi vợ chồng sống với nhau, 10,90% có nữ hộ và không có chồng, và 34,10% là không lập gia đình. 28,60% hộ gia đình đã được tạo ra từ các cá nhân và 11,40% có người sống một mình65 tuổi hoặc cao hơn. Cỡ hộ trung bình là 2,53 và cỡ gia đình trung bình là 3,15.
Trong quận cơ cấu độ tuổi dân cư được trải ra với 28,20% dưới độ tuổi 18, 11,60% 18-24, 26,00% 25-44, 21,40% từ 45 đến 64, và 12,80% từ 65 tuổi trở lên người. Độ tuổi trung bình là 34 năm. Đối với mỗi 100 nữ có 99,30 nam giới. Đối với mỗi 100 nữ 18 tuổi trở lên, đã có 96,40 nam giới.
Thu nhập trung bình cho một hộ gia đình trong quận đạt mức USD 30.781, và thu nhập trung bình cho một gia đình là USD 38.179. Phái nam có thu nhập trung bình USD 29.908 so với 19.874 USD đối với phái nữ. Thu nhập bình quân đầu người là 14.935 USD. Có 15,30% gia đình và 18,40% dân số sống dưới mức nghèo khổ, bao gồm 23,30% những người dưới 18 tuổi và 9,00% của những người 65 tuổi hoặc cao hơn.